# Saison 6 de Grey's Anatomy
Chronologie
Saison 5 Saison 7
La saison 6 de la série télévisée Grey's Anatomy débute en septembre 2009 et s'achève en mai 2010 sur le réseau américain ABC, avec un total de 24 épisodes.

## Généralités
Le 23 avril 2009, la série a été renouvelée pour une sixième saison. Elle est diffusée depuis le 24 septembre 2009.
Le contrat de T.R. Knight (George O'Malley) n'a pas été renouvelé.

## Intrigues
Après la disparition de l’un des leurs, la vie reprend son cours pour les membres du Seattle Grace Hospital. Mais Meredith et les autres médecins devront faire face à de nouveaux défis lorsque leur hôpital fusionne avec son concurrent. Avec l’arrivée des médecins du Mercy West Medical Center, les rivalités atteindront leur paroxysme.

## Distribution

### Acteurs principaux
- Ellen Pompeo (VF : Céline Mauge) : Dr Meredith Shepherd (24/24)
- Sandra Oh (VF : Yumi Fujimori) : Dr Cristina Yang (24/24)
- Katherine Heigl (VF : Charlotte Marin) : Dr (Isobel) Izzie Karev[4],[5] (7/24)
- Justin Chambers (VF : Sébastien Desjours) : Dr Alex Karev (24/24)
- Chandra Wilson (VF : Zaïra Benbadis) : Dr Miranda Bailey (24/24)
- James Pickens, Jr. (VF : Said Amadis) : Dr Richard Webber (23/24)
- Sara Ramirez (VF : Edwige Lemoine) : Dr Callie Torres (24/24)
- Eric Dane (VF : Renaud Marx) : Dr Mark Sloan (22/24)
- Chyler Leigh (VF : Véronique Desmadryl) : Dr Lexie Grey (24/24)
- Kevin McKidd (VF : Alexis Victor) : Dr Owen Hunt (23/24)
- Jessica Capshaw (VF : Véronique Alycia) : Dr Arizona Robbins (24/24)
- Kim Raver (VF : Juliette Degenne) : Dr Teddy Altman[6] (15/24)
- Patrick Dempsey (VF : Damien Boisseau) : Dr Derek Shepherd (24/24)

### Acteurs récurrents
- Jesse Williams (VF : Geoffrey Vigier) : Dr Jackson Avery[7] (dès l'épisode 5)
- Sarah Drew (VF : Sophie Froissard) : Dr April Kepner (11 épisodes)
- Robert Baker (VF : Olivier Chauvel) : Charles Percy (11 épisodes)
- Nora Zehetner (VF : Julie Turin) : Reed Adamson (10 épisodes)
- Jason George (VF : Denis Laustriat) : Dr Ben Warren (épisodes 13 à 15, 17 et 22)

### Invités
- Martha Plimpton : Pam Michaelson[8] (épisodes 1 et 2)
- Kate Walsh (VF : Anne Deleuze) : Dr Addison Montgomery (épisode 11 "cross-over")
- Demi Lovato : Haley May (épisode 22)
- Mandy Moore (VF : Chantal Macé) : Mary Portman (épisodes 23 et 24)

## Épisodes

### Épisode 1:L'un part…
- États-Unis /  Canada : 24 septembre 2009 sur ABC / CTV[9]
- Suisse : 17 avril 2010 sur TSR1
- Québec : 11 septembre 2010 sur Radio-Canada[10]
- Belgique : 16 octobre 2010 sur RTL TVI
- France : 5 janvier 2011 sur TF1

- États-Unis : 17,03 millions de téléspectateurs[11] (première diffusion)
- Canada : 3,279 millions de téléspectateurs[12] (première diffusion)
- France : 7,58 millions de téléspectateurs

- Shannon Lucio (Amanda)
- Debra Monk (Mrs. O'Malley)
- Martha Plimpton (Pam)
- Mitch Pileggi (Larry Jennings)
- Zoe Boyle (Clara)
- Zack Shada (Andy)

### Épisode 2:…Les autres restent
- États-Unis /  Canada : 24 septembre 2009 sur ABC / CTV
- Suisse : 17 avril 2010 sur TSR1
- Québec : 18 septembre 2010 sur Radio-Canada
- Belgique : 16 octobre 2010 sur RTL TVI
- France : 5 janvier 2011 sur TF1

- États-Unis : 17,03 millions de téléspectateurs[11] (première diffusion)
- Canada : 3,279 millions de téléspectateurs[12] (première diffusion)
- France : 7,3 millions de téléspectateurs

- Amy Madigan (Dr Wyatt)
- Shannon Lucio (Amanda)
- Martha Plimpton (Pam)
- Mitch Pileggi (Larry Jennings)
- Zoe Boyle (Clara)
- Zack Shada (Andy)
- Adam Lazarre White (Oncology Resident)

### Épisode 3:Tous paranos
- États-Unis /  Canada : 1er octobre 2009 sur ABC / CTV
- Suisse : 24 avril 2010 sur TSR1
- Québec : 25 septembre 2010 sur Radio-Canada
- Belgique : 16 octobre 2010 sur RTL TVI
- France : 5 janvier 2011 sur TF1

- États-Unis : 15,69 millions de téléspectateurs[13] (première diffusion)
- Canada : 2,998 millions de téléspectateurs[14] (première diffusion)
- France : 6,9 millions de téléspectateurs

- Sarah Utterback (Nurse Olivia)
- Adrienne Barbeau (Jodie)
- James Frain (Tom)

### Épisode 4:On ne choisit pas sa famille
- États-Unis /  Canada : 8 octobre 2009 sur ABC / CTV
- Suisse : 24 avril 2010 sur TSR1
- Québec : 2 octobre 2010 sur Radio-Canada
- Belgique : 23 octobre 2010 sur RTL TVI
- France : 12 janvier 2011 sur TF1

- États-Unis : 14,13 millions de téléspectateurs[15] (première diffusion)
- Canada : 2,911 millions de téléspectateurs[16] (première diffusion)
- France : 6,82 millions de téléspectateurs

- Jeff Perry (Thatcher Grey)
- Ralph Waite (Irving Waller)
- Tom Amandes (Charlie Waller)
- Isabella Hofmann (Irene Waller)
- Jocko Sims (Randy)
- Kristen Ariza (Angela)

L'actrice incarnant Meredith Grey (Ellen Pompeo) étant enceinte, son temps à l'écran est réduit.

### Épisode 5:Invasion
- États-Unis /  Canada : 15 octobre 2009 sur ABC / CTV
- Suisse : 1er mai 2010 sur TSR1
- Québec : 9 octobre 2010 sur Radio-Canada
- Belgique : 23 octobre 2010 sur RTL TVI
- France : 12 janvier 2011 sur TF1

- États-Unis : 13,79 millions de téléspectateurs[17] (première diffusion)
- Canada : 2,884 millions de téléspectateurs[18] (première diffusion)
- France : 6,6 millions de téléspectateurs

- Robert Baker (Dr Charles Percy)
- David Bowe (Don)
- Sarah Drew (Dr April Kepner)
- Alexie Gilmore (Sarah)
- Jack Gwaltney (Frank)
- J.P. Pitoc (Billy)
- Brandon Scott (Intern Ryan)
- Kathleen Wilhoite (Leslie)
- Jesse Williams (Dr Jackson Avery)
- Nora Zehetner (Dr Reed Adamson)
- Bruce French (Father Kevin)
- Freda Foh Shen (Missy Grant)
- Hector Elizondo (Mr. Torres)

### Épisode 6:À qui la faute?
- États-Unis /  Canada : 22 octobre 2009 sur ABC / CTV
- Suisse : 1er mai 2010 sur TSR1
- Québec : 16 octobre 2010 sur Radio-Canada
- Belgique : 23 octobre 2010 sur RTL TVI
- France : 12 janvier 2011 sur TF1

- États-Unis : 15,06 millions de téléspectateurs[19] (première diffusion)
- Canada : 2,995 millions de téléspectateurs[20] (première diffusion)
- France : 6,4 millions de téléspectateurs

- Robert Baker (Dr Charles Percy)
- Sarah Drew (Dr April Kepner)
- Bill Fagerbakke (Roy)
- Erinn Hayes (Cathy)
- Mitch Pileggi (Larry)
- Jesse Williams (Dr Jackson Avery)
- Nora Zehetner (Dr Reed Adamson)

- Le titre "I Saw What I Saw" est une chanson de Sarah Groves sortie en 2007.
- Bien que crédité l'actrice Katherine Heigl n'apparaît pas dans cet épisode.

### Épisode 7:L'Heure de la rébellion
- États-Unis /  Canada : 29 octobre 2009 sur ABC / CTV
- Suisse : 8 mai 2010 sur TSR1
- Québec : 23 octobre 2010 sur Radio-Canada
- Belgique : 30 octobre 2010 sur RTL TVI
- France : 19 janvier 2011 sur TF1

- États-Unis : 13,74 millions de téléspectateurs[21] (première diffusion)
- Canada : 3,096 millions de téléspectateurs[22] (première diffusion)
- France : 6,76 millions de téléspectateurs

- Faran Tahir (Isaac)
- Jesse Williams (Dr Jackson Avery)
- Nora Zehetner (Dr Reed Adamson)

- Le titre "Give Peace a Chance" est une chanson de John Lennon sortie en 1969.
- Bien que crédité l'actrice Katherine Heigl n'apparaît pas dans cet épisode.

### Épisode 8:Jouer gros
- États-Unis /  Canada : 5 novembre 2009 sur ABC / CTV
- Suisse : 8 mai 2010 sur TSR1
- Belgique : 30 octobre 2010 sur RTL TVI
- Québec : 30 octobre 2010 sur Radio-Canada
- France : 19 janvier 2011 sur TF1

- États-Unis : 13,95 millions de téléspectateurs[23] (première diffusion)
- Canada : 2,909 millions de téléspectateurs[24] (première diffusion)
- France : 6,5 millions de téléspectateurs

- Nora Zehetner (Dr Reed Adamson)
- Jesse Williams (Dr Jackson Avery)
- Robert Baker (Dr Charles Percy)
- Mitch Pileggi (Larry Jennings)
- Alanna Masterson (Hillary)
- Khamani Griffin (Wallace)
- Erica Gimpel (Bethany Anderson)

- Le titre "Invest In Love" est une chanson de Stacy McKee sortie en 2009.
- Bien que crédité l'actrice Katherine Heigl n'apparaît pas dans cet épisode.

### Épisode 9:Le Passé… au présent
- États-Unis /  Canada : 12 novembre 2009 sur ABC / CTV
- Suisse : 15 mai 2010 sur TSR1
- Belgique : 30 octobre 2010 sur RTL TVI
- Québec : 6 novembre 2010 sur Radio-Canada
- France : 19 janvier 2011 sur TF1

- États-Unis : 14,87 millions de téléspectateurs[25] (première diffusion)
- Canada : 3,026 millions de téléspectateurs[26] (première diffusion)
- France : 6 millions de téléspectateurs

- Joel Grey (Dr Singer)
- Loretta Devine (Adele Webber)
- Jesse Williams (Dr Jackson Avery)
- Nora Zehetner (Dr Reed Adamson)
- Robert Barker (Dr Charles Percy)

### Épisode 10:Plaisir d'offrir
- États-Unis /  Canada : 19 novembre 2009 sur ABC / CTV
- Suisse : 15 mai 2010 sur TSR1
- Belgique : 6 novembre 2010 sur RTL TVI
- Québec : 13 novembre 2010 sur Radio-Canada
- France : 26 janvier 2011 sur TF1

- États-Unis : 14,07 millions de téléspectateurs[27] (première diffusion)
- Canada : 2,934 millions de téléspectateurs[28] (première diffusion)
- France : 7,27 millions de téléspectateurs

- Jesse Williams (Dr Jackson Avery)

- Bien que crédité l'actrice Katherine Heigl n'apparaît pas dans cet épisode.

### Épisode 11:Un changement s'opère
- États-Unis /  Canada : 14 janvier 2010 sur ABC / CTV
- Suisse : 22 mai 2010 sur TSR1
- Belgique : 6 novembre 2010 sur RTL TVI
- Québec : 20 novembre 2010 sur Radio-Canada
- France : 26 janvier 2011 sur TF1

- États-Unis : 12,78 millions de téléspectateurs[29] (première diffusion)
- Canada : 2,267 millions de téléspectateurs[30]
- France : 7,27 millions de téléspectateurs

- Kate Walsh (Dr Addison Montgomery)
- Cynthia Stevenson (Ruthie)
- Robert Baker (Dr Charles Percy)
- Nora Zehetner (Dr Reed Adamson)
- Leven Rambin (Sloan Riley)
- Sinqua Walls (Tom Kates)

- Première partie d'un épisode cross-over avec Private Practice (saison 3 épisode 11) centré sur Mark Sloan.
- Bien que crédité l'actrice Katherine Heigl n'apparaît pas dans cet épisode.

### Épisode 12:Entre amour et chirurgie
- États-Unis /  Canada : 21 janvier 2010 sur ABC / CTV
- Suisse : 22 mai 2010 sur TSR1
- Belgique : 6 novembre 2010 sur RTL TVI
- Québec : 27 novembre 2010 sur Radio-Canada
- France : 26 janvier 2011 sur TF1

- États-Unis : 12,7 millions de téléspectateurs[31] (première diffusion)
- Canada : 2,339 millions de téléspectateurs[32]
- France : 6,8 millions de téléspectateurs

- Jesse Williams (Dr Jackson Avery)

- Dernière apparition d'Izzie Stevens (Katherine Heigl).
- Le titre "I Like You So Much Better When You're Naked" est une chanson d'Ida Maria sortie en 2008.

### Épisode 13:Réveil brutal
- États-Unis /  Canada : 4 février 2010 sur ABC / CTV
- Suisse : 29 mai 2010 sur TSR1
- Belgique : 13 novembre 2010 sur RTL TVI
- Québec : 4 décembre 2010 sur Radio-Canada
- France : 2 février 2011 sur TF1

- États-Unis : 12,55 millions de téléspectateurs[33] (première diffusion)
- Canada : 2,314 millions de téléspectateurs[34]
- France : 6,75 millions de téléspectateurs

- Mitch Pileggi (Larry Jennings)
- Robert Baker (Dr Charles Percy)
- Sarah Drew (Dr April Kepner)
- Jesse Williams (Dr Jackson Avery)
- Nora Zehetner (Dr Reed Adamson)
- Jason George (Dr Ben Warren)
- Spencer Garrett (Jim)
- Chastity Dotson (Leslie)
- Cody Christian (Brad)

- Le titre "State of Love and Trust" est une chanson du groupe Pearl Jam sortie en 1992.
- Première apparition de Ben Warren (Jason George).

### Épisode 14:Les histoires d'amour finissent mal
- États-Unis /  Canada : 11 février 2010 sur ABC / CTV
- Suisse : 29 mai 2010 sur TSR1
- Belgique : 13 novembre 2010 sur RTL TVI
- Québec : 11 décembre 2010 sur Radio-Canada[10]
- France : 2 février 2011 sur TF1

- États-Unis : 12,74 millions de téléspectateurs[35] (première diffusion)
- Canada : 2,001 millions de téléspectateurs[36]
- France : 6,6 millions de téléspectateurs

- Brian George
- Sarah Drew (Dr April Kepner)
- Jesse Williams (Dr Jackson Avery)

### Épisode 15:Souvenirs, souvenirs
- États-Unis /  Canada : 18 février 2010 sur ABC / /A\[37]
- Suisse : 5 juin 2010 sur TSR1
- Belgique : 13 novembre 2010 sur RTL TVI
- Québec : 8 janvier 2011 sur Radio-Canada[10]
- France : 2 février 2011 sur TF1

- États-Unis : 10,27 millions de téléspectateurs[38] (première diffusion)
- Canada : 7,64 millions de téléspectateurs[39]
- France : 6 millions de téléspectateurs

- Sarah Paulson (Young Ellis Grey)
- J. August Richards (Young Richard Webber)
- Missi Pyle (Dr Nicole Baylow)
- Gregg Henry (Dr L. Gracie)
- Jesse Williams (Dr Jackson Avery)

### Épisode 16:Repousser les limites
- États-Unis /  Canada : 4 mars 2010 sur ABC / CTV
- Suisse : 5 juin 2010 sur TSR1
- Belgique : 20 novembre 2010 sur RTL TVI
- Québec : 15 janvier 2011 sur Radio-Canada
- France : 16 février 2011 sur TF1

- États-Unis : 11,83 millions de téléspectateurs[40] (première diffusion)
- Canada : 2,248 millions de téléspectateurs[41]
- France : 6,47 millions de téléspectateurs

- Courtney Ford (Jill Meyer)
- Blake Bashoff (Elliott Meyer)
- Jesse Williams (Dr Jackson Avery)

### Épisode 17:L'Art et la Manière
- États-Unis /  Canada : 11 mars 2010 sur ABC / CTV
- Belgique : 20 novembre 2010 sur RTL TVI
- Suisse : 16 janvier 2011 sur TSR1
- Québec : 22 janvier 2011 sur Radio-Canada
- France : 16 février 2011 sur TF1

- États-Unis : 10,94 millions de téléspectateurs[42] (première diffusion)
- Canada : 2,054 millions de téléspectateurs[43]
- France : 6,2 millions de téléspectateurs

- Diane Venora (Audrey)
- Dennis Boutsikaris (Don)
- Jesse Williams (Dr Jackson Avery)
- Jason George (Dr Ben Warren)
- Moon Zappa (Kelly)
- Geoffrey Blake (Jim)
- Roshawn Franklin (Todd)
- Elizabeth Ho (Molly)

### Épisode 18:Laisser partir
- États-Unis /  Canada : 25 mars 2010 sur ABC / CTV
- Belgique : 20 novembre 2010 sur RTL TVI
- Suisse : 16 janvier 2011 sur TSR1
- Québec : 29 janvier 2011 sur Radio-Canada
- France : 16 février 2011 sur TF1

- États-Unis : 11,57 millions de téléspectateurs[44] (première diffusion)
- Canada : 2,796 millions de téléspectateurs[45]
- France : 5,8 millions de téléspectateurs

- Sarah Drew (Dr April Kepner)
- Robert Baker (Dr Charles Percy)
- Jesse Williams (Dr Jackson Avery)
- Sara Gilbert (Kim)
- Derek Cecil (Sean)
- Zachary Knower (Nick)
- Lance Barber (Phil)
- Adam Kulbersh (Tommy)
- Richard T. Jones (Captain Dan)

Il s'agit du dernier épisode où le nom de Katherine Heigl figure parmi le générique d'ouverture, ne figurant plus à l'écran depuis le 12e épisode.

### Épisode 19:Avec ou sans enfant?
- États-Unis /  Canada : 1er avril 2010 sur ABC / CTV
- Belgique : 27 novembre 2010 sur RTL TVI
- Suisse : 23 janvier 2011 sur TSR1
- Québec : 5 février 2011 sur Radio-Canada
- France : 2 mars 2011 sur TF1

- États-Unis : 9,87 millions de téléspectateurs[46] (première diffusion)
- Canada : 2,239 millions de téléspectateurs[47]
- France : 5,81 millions de téléspectateurs

- Sarah Drew (Dr April Kepner)
- Jake McLaughlin (Aaron Karev)
- Jesse Williams (Dr Jackson Avery)
- Michael O'Neill (Gary Clark)

### Épisode 20:Chacun pour soi
- États-Unis /  Canada : 29 avril 2010 sur ABC / CTV
- Belgique : 27 novembre 2010 sur RTL TVI
- Suisse : 23 janvier 2011 sur TSR1
- Québec : 12 février 2011 sur Radio-Canada
- France : 2 mars 2011 sur TF1

- États-Unis : 10,47 millions de téléspectateurs[48] (première diffusion)
- Canada : 2,35 millions de téléspectateurs[49]
- France : 5,81 millions de téléspectateurs

- Leven Rambin (Sloan Riley)
- Scott Cohen (Dr Tom Evans)
- Jesse Williams (Dr Jackson Avery)
- Sarah Drew (Dr April Kepner)

### Épisode 21:À fleur de peau
- États-Unis /  Canada : 6 mai 2010 sur ABC / CTV
- Belgique : 27 novembre 2010 sur RTL TVI
- Suisse : 30 janvier 2011 sur TSR1
- Québec : 19 février 2011 sur Radio-Canada
- France : 9 mars 2011 sur TF1

- États-Unis : 11,03 millions de téléspectateurs[50] (première diffusion)
- Canada : 2,002 millions de téléspectateurs[51]
- France : 7 millions de téléspectateurs

- Jerry Kernion (Bob Corso)
- Rosalie Ward (Melissa Corso)
- Abigail McFarlane (Jenny)
- Mia Barron (Avocate)
- Michael O'Neill (Gary Clark)
- Sarah Drew (Dr April Kepner)
- Robert Barker (Dr Charles Percy)
- Jesse Williams (Dr Jackson Avery)
- Nora Zehetner (Dr Reed Adamson)

### Épisode 22:La Comédie du bonheur
- États-Unis /  Canada : 13 mai 2010 sur ABC / CTV
- Belgique : 4 décembre 2010 sur RTL TVI
- Suisse : 30 janvier 2011 sur TSR1
- Québec : 26 février 2011 sur Radio-Canada
- France : 9 mars 2011 sur TF1

- États-Unis : 11,05 millions de téléspectateurs[52] (première diffusion)
- Canada : 2,703 millions de téléspectateurs[53]
- France : 6,8 millions de téléspectateurs

- Jesse Williams (Dr Jackson Avery)
- Nora Zehetner (Dr Reed Adamson)
- Jason George (Dr Ben Warren)
- Demi Lovato (Hayley)
- Marion Ross (Betty)
- Allan Mandell (Henry)
- Amy Farrington (Mary)
- Jonathan Goldstein (Ken)
- Sarah Drew (Dr April Kepner)
- Austin Highsmith (Amber)
- Emily Bergl (Trisha)

### Épisode 23:Je l'aime…
- États-Unis /  Canada : 20 mai 2010 sur ABC / CTV
- Belgique : 4 décembre 2010 sur RTL TVI
- Suisse : 6 février 2011 sur TSR1
- Québec : 5 mars 2011 sur Radio-Canada
- France : 9 mars 2011 sur TF1

- États-Unis : 13,93 millions de téléspectateurs[54] (première diffusion)
- Canada : 3,014 millions de téléspectateurs[55]
- France : 6,6 millions de téléspectateurs

- Michael O'Neill (Gary)
- Tom Irwin (Officer Marty)
- Robert Baker (Dr Charles Percy)
- Sarah Drew (Dr April Kepner)
- Jesse Williams (Dr Jackson Avery)
- Nora Zehetner (Dr Reed Adamson)
- Ryan Devlin (Bill)
- Mandy Moore (Mary)

### Épisode 24:… Je l'aimais
- États-Unis /  Canada : 20 mai 2010 sur ABC / CTV
- Belgique : 4 décembre 2010 sur RTL TVI
- Suisse : 6 février 2011 sur TSR1
- France : 9 mars 2011 sur TF1
- Québec : 12 mars 2011 sur Radio-Canada[10]

- États-Unis : 16,13 millions de téléspectateurs[54] (première diffusion)
- Canada : 3,014 millions de téléspectateurs[55]
- France : 6,4 millions de téléspectateurs

- Michael O'Neill (Gary Clark)
- Tom Irwin (Officer Marty)
- Robert Baker (Dr Charles Percy)
- Sarah Drew (Dr April Kepner)
- Jesse Williams (Dr Jackson Avery)
- Ryan Devlin (Bill)
- Mandy Moore (Mary)

Sur le dernier DVD de la saison 6, il existe une version longue de l'épisode d'une durée totale de 58 minutes.

## Audiences aux États-Unis
| N° Épisode | Titre français                      | Titre original                              | Chaîne | Date de diffusion originale | États-Unis (en millions de téléspectateurs) | Pdm sur les 18-49 ans |
| ---------- | ----------------------------------- | ------------------------------------------- | ------ | --------------------------- | ------------------------------------------- | --------------------- |
| 1          | L'un part…                          | Good Morning…                               | ABC    | 24 septembre 2009           | 17,03                                       | 6,7                   |
| 2          | … Les autres restent                | … Goodbye                                   | ABC    | 24 septembre 2009           | 17,03                                       | 6,7                   |
| 3          | Tous paranos                        | I Always Feel Like Somebody's Watchin' Me   | ABC    | 1er octobre 2009            | 15,69                                       | 6,1                   |
| 4          | On ne choisit pas sa famille        | Tainted Obligation                          | ABC    | 8 octobre 2009              | 14,13                                       | 5,4                   |
| 5          | Invasion                            | Invasion                                    | ABC    | 15 octobre 2009             | 13,79                                       | 5,0                   |
| 6          | À qui la faute ?                    | I Saw What I Saw                            | ABC    | 22 octobre 2009             | 15,06                                       | 5,3                   |
| 7          | L'Heure de la rébellion             | Give Peace a Chance                         | ABC    | 29 octobre 2009             | 13,74                                       | 5,2                   |
| 8          | Jouer gros                          | Invest In Love                              | ABC    | 5 novembre 2009             | 13,95                                       | 5,1                   |
| 9          | Le Passé… au présent                | New history                                 | ABC    | 12 novembre 2009            | 14,87                                       | 5,6                   |
| 10         | Plaisir d'offrir                    | Holidaze                                    | ABC    | 19 novembre 2009            | 14,07                                       | 5,1                   |
| 11         | Un changement s'opère               | Blink                                       | ABC    | 14 janvier 2010             | 12,78                                       | 4,8                   |
| 12         | Entre amour et chirurgie            | I Like You So Much Better When You're Naked | ABC    | 21 janvier 2010             | 12,70                                       | 4,7                   |
| 13         | Réveil brutal                       | State of Love and Trust                     | ABC    | 4 février 2010              | 12,55                                       | 4,5                   |
| 14         | Les histoires d'amour finissent mal | Valentine's Day Massacre                    | ABC    | 11 février 2010             | 12,74                                       | 4,4                   |
| 15         | Souvenirs, souvenirs                | The Time Warp                               | ABC    | 18 février 2010             | 10,21                                       | 3,7                   |
| 16         | Repousser les limites               | Perfect Little Accident                     | ABC    | 4 mars 2010                 | 11,83                                       | 4,0                   |
| 17         | L'Art et la manière                 | Push                                        | ABC    | 11 mars 2010                | 10,94                                       | 3,9                   |
| 18         | Laisser partir                      | Suicide is Painless                         | ABC    | 25 mars 2010                | 11,57                                       | 3,7                   |
| 19         | Avec ou sans enfant ?               | Sympathy for the Parents                    | ABC    | 1er avril 2010              | 9,87                                        | 3,5                   |
| 20         | Chacun pour soi                     | Hook, Line and Sinner                       | ABC    | 29 avril 2010               | 10,47                                       | 3,8                   |
| 21         | À fleur de peau                     | How Insensitive                             | ABC    | 6 mai 2010                  | 11,03                                       | 3,8                   |
| 22         | La Comédie du bonheur               | Shiny Happy People                          | ABC    | 13 mai 2010                 | 11,05                                       | 3,9                   |
| 23         | Je l'aime…                          | Sanctuary                                   | ABC    | 20 mai 2010                 | 13,93                                       | 4,7                   |
| 24         | … Je l'aimais                       | Death and All His Friends                   | ABC    | 20 mai 2010                 | 16,13                                       | 5,9                   |